# 톰을 위한 봄
톰을 위한 봄(Springtime for Thomas)은 미국에서 1950년대에 엄청난 히트를 쳤던 장편 애니메이션 톰과 제리 중 하나의 이야기이자, 23번째 이야기. 1946년 애니상 단편 만화영화부문 후보에 올랐으나 상을 타지는 못했다. 톰이 횡재하는 봄을 그린 만화영화로, 꽤 흥행했던 작품이다. 한나/베버라(Hanna-Barbera)사에서 만든 작품으로 알려져 있다.